# Erophila verna
Erophila verna é uma planta herbácea, anual, da família das Brassicaceae. O nome em latim (verna), faz referência à altura do ano em que floresce: na Primavera. É considerada uma erva daninha.  Tem tendência para nascer em paredes velhas e em entulheiras. Tem flores brancas, pequenas, com quatro pétalas fendidas (parecem oito), que originam frutos (síliquas) ovais, pendentes de longos pedúnculos. Tem folhas basais em forma de roseta.